# La Mesa (Hidalgo)
La Mesa es una localidad de México perteneciente al municipio de Acaxochitlán en el estado de Hidalgo.

## Geografía
La localidad se encuentra localizada en las coordenadas geográficas 20°5′25.241″N 98°13′27.95″O / 20.09034472, -98.2244306, con una altitud de 2362 m s. n. m. Se encuentra a una distancia aproximada de 10.46  kilómetros al sur de la cabecera municipal, Acaxochitlán. Se encuentra en la región geográfica de la Valle de Tulancingo.
En cuanto a fisiografía se encuentra dentro de la provincia del Eje Neovolcánico dentro de la subprovincia de Lagos y Volcanes de Anáhuac; su terreno es de sierra. En lo que respecta a la hidrología se encuentra posicionado en la región Tuxpan-Nautla, dentro de la cuenca del río Cazones, en la subcuenca del río San Marcos. Cuenta con un clima templado subhúmedo con lluvias en verano, de mayor humedad.

## Demografía
En 2020 registró una población de 1189 personas, lo que corresponde al 2.58 % de la población municipal. De los cuales 605 son hombres y 584 son mujeres. Tiene 267 viviendas particulares habitadas.
| Gráfica de evolución demográfica de La Mesa entre 1921 y 2020                                |
|                                                                                              |
| Población de los censos y conteos del Instituto Nacional de Estadística y Geografía (INEGI). |